# Kamensko (Olovo, BiH)
Kamensko je naseljeno mjesto u općini Olovo, Federacija Bosne i Hercegovine, BiH.

## Zemljopis
Kamensko se nalazi u sjevernom dijelu općine Olovo. Jedno je od starijih naselja na području općine, a smješteno je tridesetak kilometara niz rijeku Krivaju. Sastoji se od više zaseoka. 

## Stanovništvo

### Popisi 1971. – 1991.
| Kamensko           |                |                |              |
| godina popisa      | 1991.          | 1981.          | 1971.        |
| Muslimani          | 1.240 (97,56%) | 1.140 (97,18%) | 970 (95,75%) |
| Hrvati             | 25 (1,96%)     | 22 (1,87%)     | 32 (3,15%)   |
| Srbi               | 0              | 0              | 3 (0,29%)    |
| Jugoslaveni        | 1 (0,07%)      | 8 (0,68%)      | 5 (0,49%)    |
| ostali i nepoznato | 5 (0,39%)      | 3 (0,25%)      | 3 (0,29%)    |
| ukupno             | 1.271          | 1.173          | 1.013        |

### Popis 2013.
| Kamensko           |              |
| godina popisa      | 2013.        |
| Bošnjaci           | 626 (98,74%) |
| Hrvati             | 6 (0,95%)    |
| Srbi               | 0            |
| ostali i nepoznato | 2 (0,32%)    |
| ukupno             | 634          |